# Matthias Ettrich
Matthias Ettrich (Bietigheim-Bissingen, 14 giugno 1972) è un informatico tedesco, fondatore dei progetti KDE e LyX.

## Biografia
Dopo aver frequentato la scuola secondaria a Beilstein, negli anni 1990 studiò all'Istituto di Informatica Wilhelm Schickard dell'Università di Tubinga. Fu proprio lì che nel 1995 sviluppò e fondò LyX, un software libero con interfaccia grafica basato su LaTeX ed inizialmente concepito come progetto universitario.
Dal momento che LyX era rivolto alla platea di Linux, iniziò poi ad esplorare differenti modi per migliorare le interfacce grafiche di tale sistema operativo, che alla fine portarono alla nascita del progetto KDE, da lui fondato nel 1996, quando propose su Usenet un "ambiente desktop libero, consistente e carino" (consistent, nice looking free desktop-environment) per sistemi Unix-like utilizzando Qt come toolkit.
Il 6 novembre 2009 è stato insignito dell'Ordine al merito di Germania per i suoi contributi per il software libero.